# Lafat
Lafat é uma comuna francesa na região administrativa da Nova Aquitânia, no departamento de Creuse. Estende-se por uma área de 21,28 km². Em 2010 a comuna tinha 350 habitantes (densidade: 16,4 hab./km²).